# Louis Joseph Marchand
Pour les articles homonymes, voir Louis Marchand et Marchand.
Louis-Joseph-Narcisse Marchand (né à Paris le 28 mars 1791, mort à Trouville-sur-Mer le 19 juin 1876), fut premier valet de chambre et exécuteur testamentaire de Napoléon Bonaparte.

## Biographie
Né à Paris dans une famille originaire de l'Ile de France et de l'Oise, il entra en 1811 comme garçon d’appartement au service de la Maison impériale où l’on apprécia rapidement son intelligence et son dévouement. Il resta fidèle à Napoléon après la première abdication et fut choisi pour remplacer le premier valet de chambre qui s’était enfui. Il suivit même par la suite l’Empereur jusqu’à Sainte-Hélène et le souverain déchu trouva en lui un serviteur aussi attentionné qu’il l’avait été dans les heures de gloire. Servant d'infirmier, s'occupant de la toilette, des vêtements et de la nourriture de son maître, il était aussi lecteur, copiste et secrétaire. 
Dès 1817, inquiet de l'état du souverain déchu, il écrivait « la santé de l'empereur s'altérait visiblement et une grande force morale seulement lui faisait supporter les ennuis de la captivité ». Efficace, profondément dévoué, « les services qu'il m'a rendus sont ceux d'un ami », écrira Napoléon dans son testament. Au point que celui-ci, sur son lit de mort, lui aurait décerné le titre de comte. Quoique ce point ait été controversé, ce titre lui fut confirmé en 1869 par Napoléon III,. Après la mort de Napoléon, il revint en France où il se maria en 1823 avec la fille du général Brayer : son mariage à Paris donna lieu à un important rassemblement des nostalgiques de l'Empire.
Après avoir perçu une partie du legs que l'Empereur lui avait accordé par testament, Marchand se retira avec son épouse dans son pays natal où il acquit une propriété et devint un notable de province. Il participa ensuite à l’expédition du Retour des Cendres en 1840. Les mémoires qu’a laissés ce témoin exceptionnellement proche rendent service aux historiens, quoiqu'ils aient été rédigés après 1840 et ne sont pas exempts d'erreurs dues à des souvenirs lointains.
Il meurt à Trouville-sur-Mer, à côté de Deauville, le 19 juin 1876 à 85 ans.

## Œuvres
- Mémoires de Marchand : premier valet de chambre et exécuteur testamentaire de l'empereur Napoléon :
  - T.I : L'île d'Elbe. Les Cent-Jours, Paris : Plon, 1952 (publ. d'après le manuscrit original par Jean Bourguignon)
  - T.II : Sainte-Hélène, Paris : Plon, 1955 (publ. d'après le manuscrit original par Jean Bourguignon et le Commandant Henry Lachouque)